# Haiok, Volodarka
Haiok (în ucraineană Гайок) este un sat în comuna Tadiivka din raionul Volodarka, regiunea Kiev, Ucraina.

## Demografie
Componența lingvistică a localității Haiok
     Ucraineană (100%)
Conform recensământului din 2001, toată populația localității Haiok era vorbitoare de ucraineană (100%).